# Moschea Muhammad
La Moschea di Muhammad o Moschea Siniggala è una moschea costruita nell'XI secolo nella Città Vecchia di Baku, in Azerbaigian. La moschea è anche conosciuta come Siniggala, per il nome del suo minareto (Siniggala ("torre danneggiata"). La moschea acquisì il suo secondo nome nel 1723, quando lo squadrone militare dell'esercito russo, composto da 15 navi da guerra e guidato dall'ammiraglio Matyushkin, si avvicinò alla città dal mare e ne chiese la resa durante la guerra russo-persiana (1722-1723). Le navi da guerra russe iniziarono a bombardare la città dopo il rifiuto di arrendersi. Uno dei proiettili russi colpì il minareto della Moschea di Muhammad danneggiandolo. Un vento tempestoso spinse poi le navi russe più a largo verso il mare. La popolazione della città interpretò il vento come un flagello divino inviato agli occupanti. Da quel momento fino alla metà del XIX secolo, il minareto della moschea non fu ricostruito ed è rimasto un simbolo della tenacia e del coraggio dei difensori della torre.
È il primo edificio in Azerbaigian, che è legato all'Islam e datato per la sua legatura architettonica.

## Architettura
Secondo l'iscrizione araba che è stato salvata di fronte alla porta della parete nord della moschea, la moschea è stata costruito da Ustad Rais-Muhammad, figlio di Abu Bakr nel 471 dell'anno dell'Egira (1078-1079). Significa che l'architetto non era solo un maestro-ustad, ma anche un capo rais della corporazione degli artigiani.

## Minareto
Il minareto è contiguo con la nuova moschea, che è stata costruita sulla base del vecchio piano. Il tronco del minareto è forte e leggermente diradato. È costruito in pietra accuratamente disegnata. Le stalattiti grossolane e piatte del tavolo conservano il balcone di sherefe, del muezzin racchiuso da lastre di pietra. Una cupola a coste completa il tronco del minareto. Le scale tortuose strette sono avvolte nel tronco. La legatura con iscrizione coranica è stata tracciata sotto la tavola con alfabeto arcaico kufi.